# Нумиции
Нумициите или Нумикиите (на латински: gens Numicia; Numisa; Nomikios, „Numicia Gens“, "Numisia Gens) са фамилия от Древен Рим.
Известни с това име:
- Нумицус, речен Бог на римляни, келти и германи.
- Нумицус, Fosso di Pratica di Mare, река в Древен Лацио, където пристига Еней.
- Нумицус, мост в Остия Антика на 2 км югоизточно, на Виа Севериана
- Тит Нумиций Приск, консул 469 пр.н.е.
- Тиберий Нумиций, народен трибун 320 пр.н.е.[4]